# 1402 Eri
1402 Eri è un asteroide della fascia principale. Scoperto nel 1936, presenta un'orbita caratterizzata da un semiasse maggiore pari a 2,6842639 UA e da un'eccentricità di 0,1531705, inclinata di 14,27576° rispetto all'eclittica.
L'asteroide è stato dedicato a Erika Kollnig Schattschneider, astronoma dell'Osservatorio di Heidelberg.